# Sant Josep d'Amposta
Sant Josep d'Amposta és una església parroquial d'Amposta inclosa a l'Inventari del Patrimoni Arquitectònic de Catalunya.

## Descripció
Té planta rectangular, amb absis pla trencat amb angle per un costat, amb la porta de la capçalera i és 'una sola nau.
Està situada entre altres cases, excepte una part del mur lateral esquerre i la capçalera amb la porta. La teulada és a dues aigües. L'organització de la façana principal és determinada per cinc franges verticals delimitades per una espècie de pilars de planta rectangular molt estreta. Les dues laterals no presenten cap obertura ni motiu ornamental i les tres centrals presenten un trencament de la part inferior amb una petita coberta per a l'escala d'accés a la porta principal i a la part superior el mur ha estat substituït per vitralls de colors. La façana lateral esquerra té nou finestres d'alabastre situades a la meitat superior del mur, mentre que a la part de l'absis hi ha l'angle remarcat per un gran mur còncau rectangular que sobrepassa la teulada, on es troba la porta.
L'interior és d'una sola nau molt il·luminada amb una gran tribuna a l'entrada, finestres d'alabastre al mur esquerre i capçalera plana amb una gran pintura mural, des del presbiteri fins al sostre, trencada als extrems per dues seccions convexes.

## Història
El temple fou construït per la creació de la nova parròquia de Sant Josep, degut al creixement de la població. L'edificació era molt pobre i l'any 1973-74 s'ornamentà l'interior, reformant el presbiteri, el sostre, amb plaques de fusta correlativament inclinades, un gran mural pictòric, obra d'Àngel Acosta, també autor el peu de fusta del sagrari i del disseny dels vitralls laterals d'alabastre.